# Grundsteuer (Tschechien)
Die Steuer für unbewegliche Sachen (daň z nemovitých věcí) besteuert unbebaute Grundstücke und Gebäude. Das Gesetz Nr. 338/1992 Slg gilt mit Wirkung ab dem 1. Januar 2014.

## Steuergegenstand
Gegenstand der Steuer ist der Besitz von Grundstücken und Gebäuden durch natürliche oder juristische Personen auf dem Gebiet der Tschechischen Republik. Das Gesetz besteht aus zwei Teilen; der erste Teil behandelt die Grundsteuer, der zweite die Gebäudesteuer.

## Befreiungen nach § 4 daň z nemovitých věcí
Das Gesetz kennt eine Vielzahl von Steuervergünstigungs- beziehungsweise Steuerbefreiungstatbestände. Eine Privatperson ist dabei nicht aufgeführt.

## Bemessungsgrundlage
Steuerbemessungsgrundlage für die Grundsteuer ist der Bodenwert, für die Gebäudesteuer ist es die überbaute Fläche in Quadratmetern.

## Steuerschuldner
Steuerschuldner ist der Eigentümer, in Ausnahmefällen der Mieter oder Pächter.

## Anzeigepflicht
Der Steuerpflichtige muss spätestens bis zum 31. Januar eine Steuererklärung für das Kalenderjahr einreichen. Maßgebend ist der Stand zum 1. Januar des Kalenderjahres. Änderungen im Laufe des Kalenderjahres bleiben unberücksichtigt.

## Fälligkeit
Die Grundsteuer ist am 31. Mai fällig. Bei einer Steuerschuld von mehr als 5000 CZK ist auch die Zahlung in zwei Raten zum 31. Mai und zum 30. November möglich.